# Prostgården, Hedemora
Prostgården är en gård i Hedemora, Dalarnas län. Gården är en av stadens äldsta och var tidigare bostad åt kyrkoherden i Hedemora församling. 2006 sålde församlingen gården, som numera ägs av en bostadsrättsförening och är ombyggd till ett antal lägenheter.

## Historik
Gårdens huvudbyggnad uppfördes 1756, efter att stadsbranden 1754 förstört den tidigare prästbostaden, vilken låg något söder om nuvarande Polishuset. Gårdens flyglar är troligen från 1760-talet, där den södra har varit bak- och bykstuga.
Till gården har även hört uthusbyggnader som nu är borta. Strax norr om prostgården låg ladugård, svinhus, brygghus, dass samt ved- och redskapslider. Tidigare var gårdsegendomen betydligt större, och gården var självförsörjande på frukt, grönsaker och spannmål. Allt eftersom uthus rivits och delar av egendomen har sålts till förmån för bebyggelse och vägar har den dock krympt.
Hedemora prostgård bedömdes vara en av Dalarnas praktfullaste prästgårdar vid Riksantikvarieämbetets inventering 1976 och ett fint exempel på en prästgårdsmiljö av 1700-talstyp.

## Byggnaderna
Huvudbyggnaden är i en och en halv våning i timmer och fasad av grå locklistpanel med vita fönsterfoder. Taket är brutet med valmade gavlar och klätt med enkupigt rött, tidigare svart, taktegel. På övervåningen finns fyrfyllningsdörrar från 1700-talet, med utanpåliggande speglar på den ena sidan och är nedsänkta på den andra. Huset har byggts om 1930 och 1955.
Flyglarna är byggda av timmer med rödfärgad lockpanel på fasaderna, den södra hade dock tidigare två gavlar med synligt timmer. Taken är valmade och täckta med rött enkupigt tegel, där två skorstenar sticker upp på vardera byggnad.

## Galleri

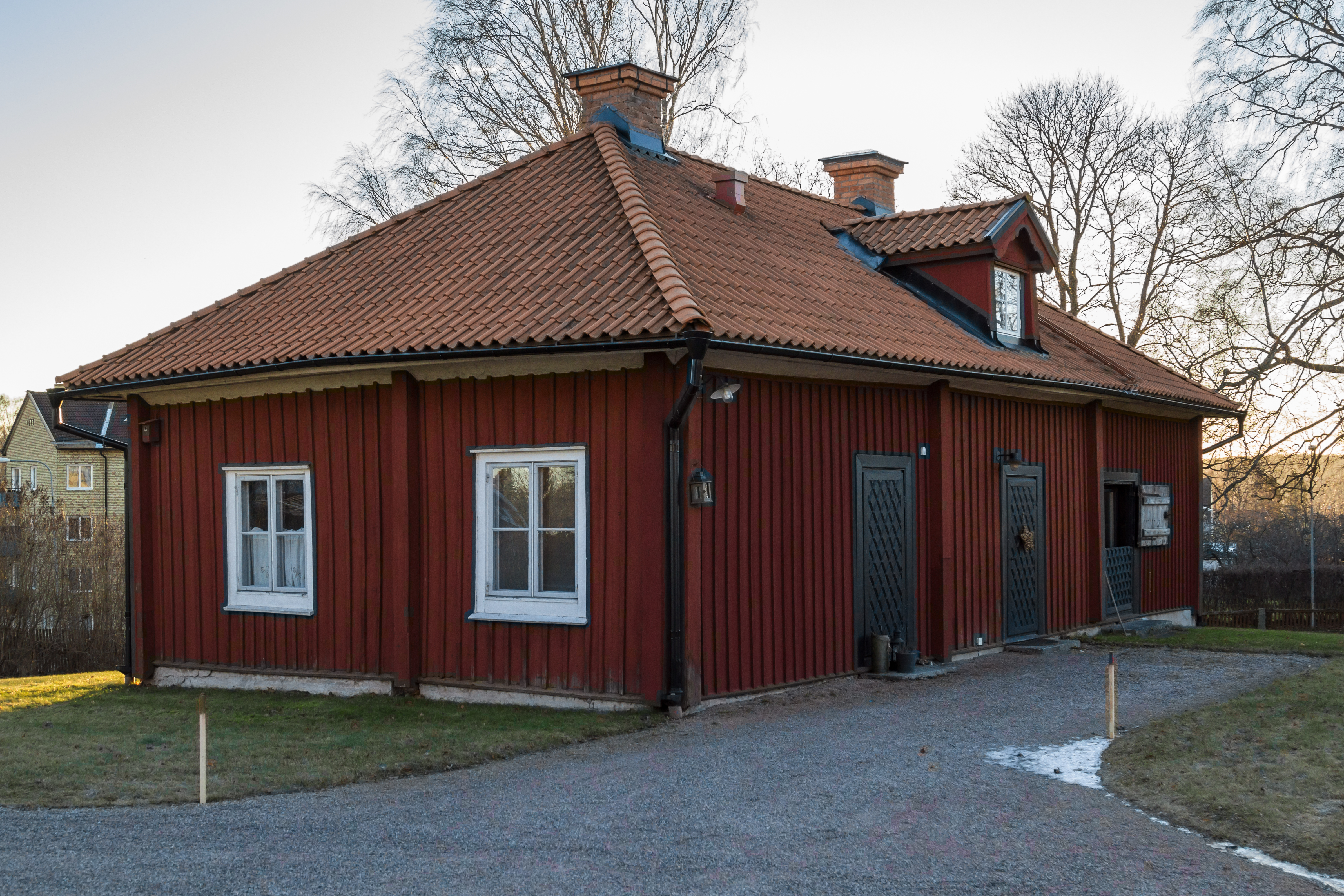
Södra flygeln
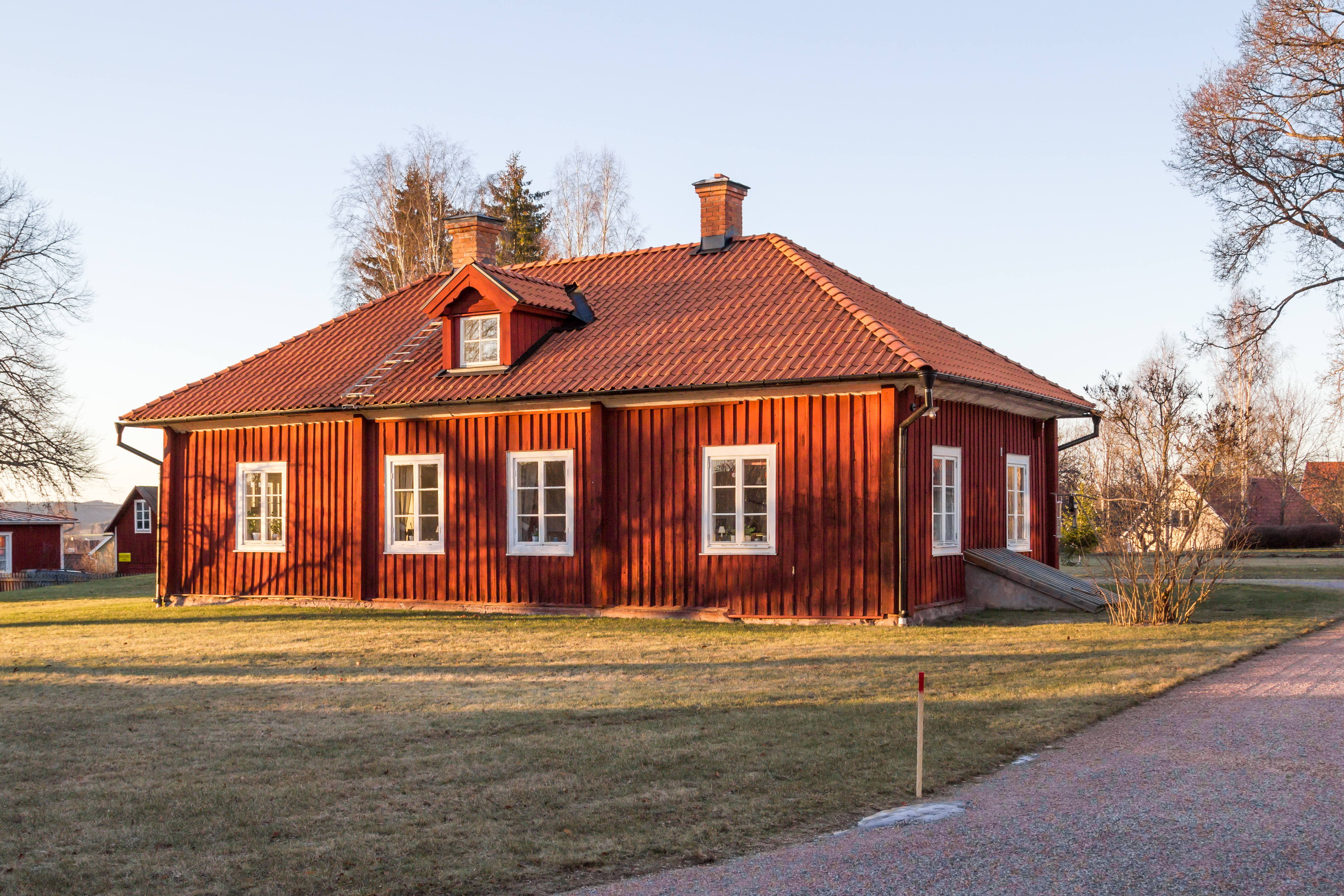
Norra flygeln
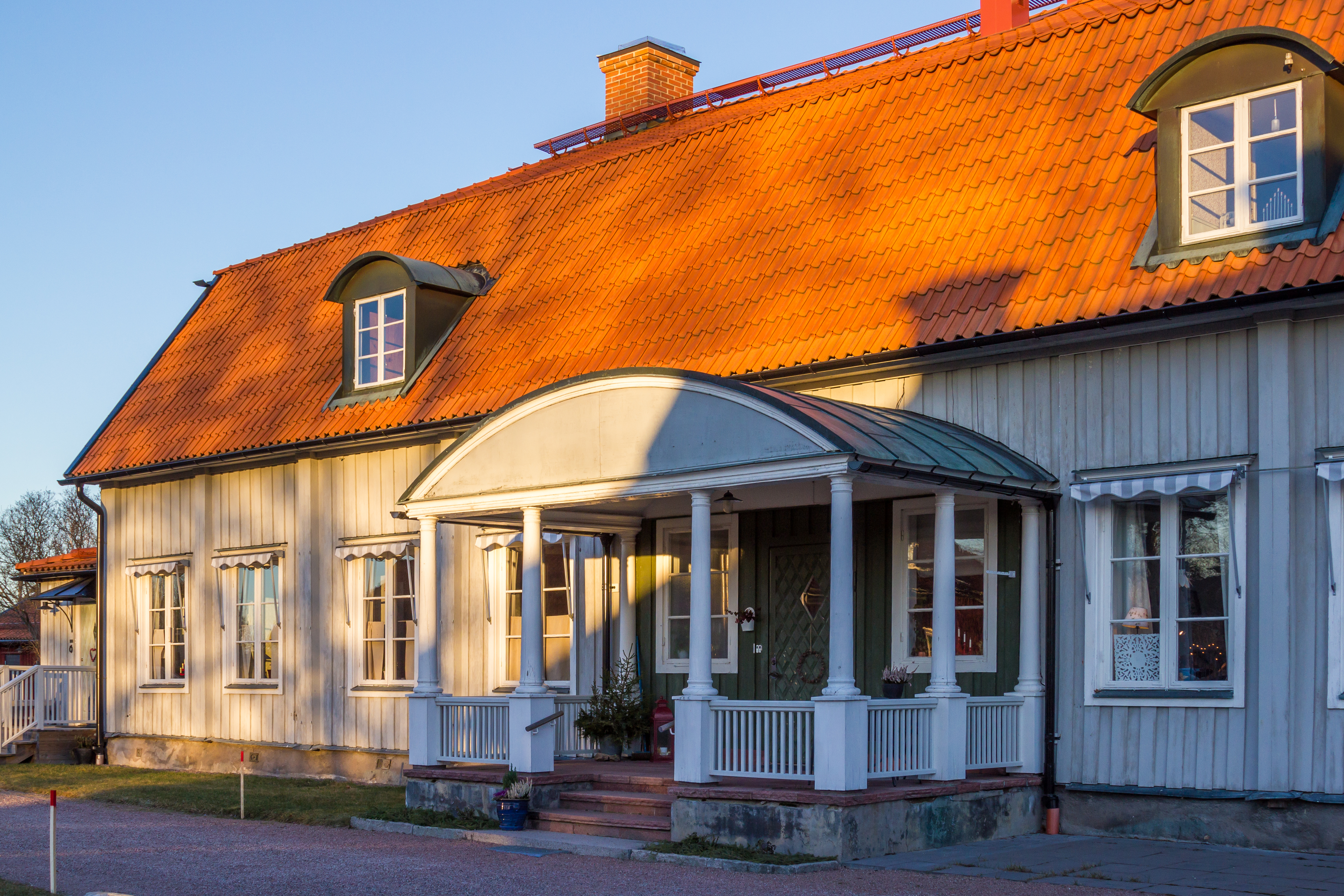
Huvudbyggnaden